# Mineração na Suécia

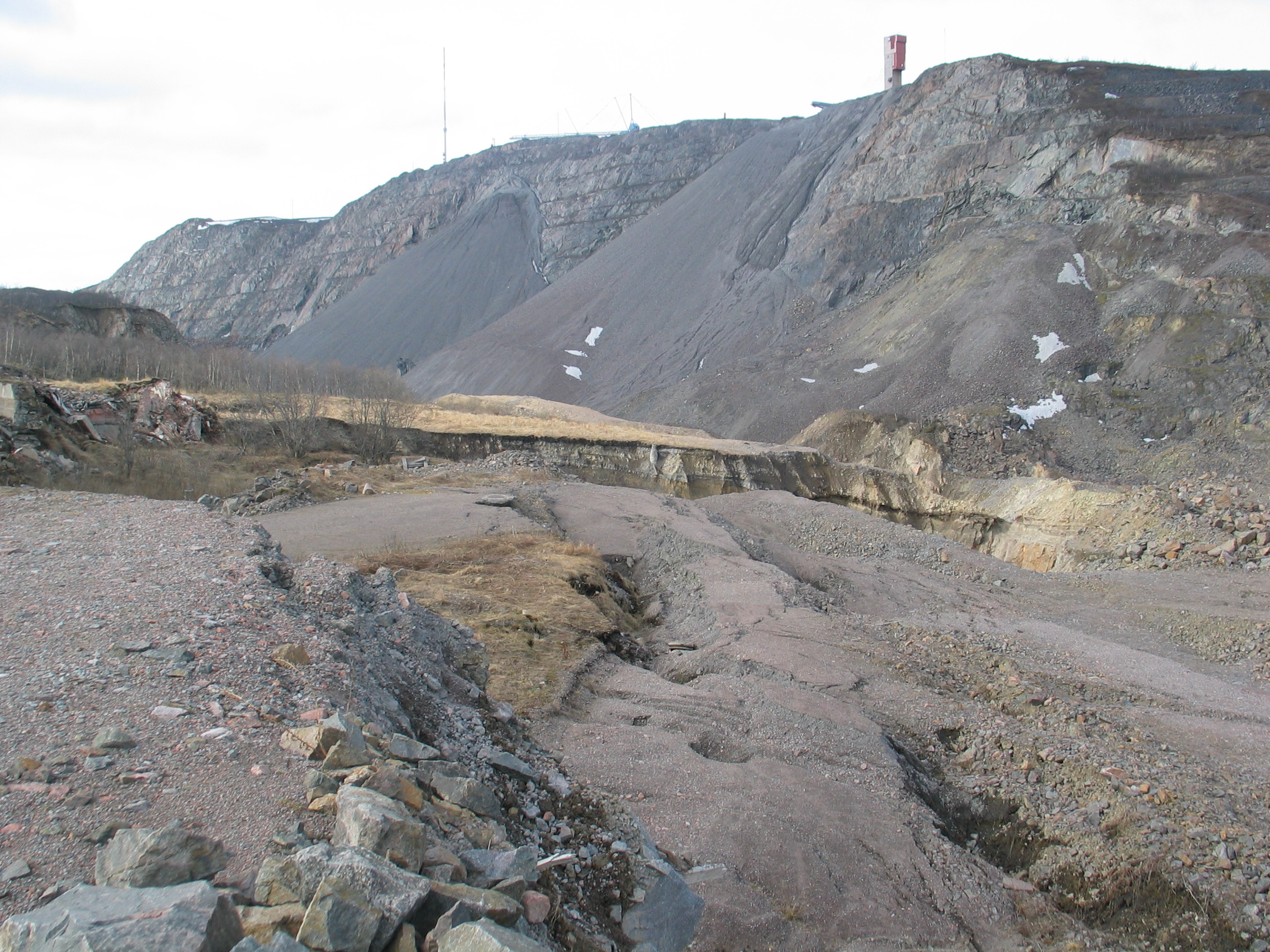
A mina de Kiirunavaara

A exploração de minas na Suécia é uma atividade relevante da economia do país.

A Suécia é responsável atualmente por mais de 80% da extração de ferro na Europa, assim como de uns 10% da produção de cobre no mesmo continente. 
Outros minerais extraídos são o chumbo, a prata, o ouro e o zinco.

Emprega diretamente 10 000 pessoas, e indiretamente 35 000.
Em 2019, o país era o 10º maior produtor mundial de minério de ferro; 10º maior produtor mundial de chumbo, e o 11º maior produtor mundial de zinco.
Existem atualmente 20 minas em exploração na Suécia, localizadas sobretudo na Norlândia (no Norte), e em menor grau em Bergslagen (no Centro) e na Escânia (no Sul). 18 produzem metais e 2 argila. 

 3 grandes empresas mineiras dominam completamente a cena no país:
- LKAB - empresa estatal sueca
- Boliden - empresa privada sueca
- Zinkgruvan - empresa privada multinacional sueco-canadiana

## Minas da Suécia
| Nome da mina    | Condado      | Minerais                                           |
| --------------- | ------------ | -------------------------------------------------- |
| Aitik           | Norrbotten   | ouro, cobre, prata                                 |
| Björkdal        | Västerbotten | ouro, cobre, prata                                 |
| Dannemora       | Uppland      | chumbo, ouro, ferro, cobre, manganês, prata, zinco |
| Garpenberg      | Dalarna      | chumbo, ouro, cobre, prata, zinco                  |
| Gruvberget      | Norrbotten   | ferro                                              |
| Kankberg        | Västerbotten | chumbo, ouro, cobre, prata, zinco                  |
| Kirunavaara     | Norrbotten   | ferro                                              |
| Kringel         | Gävleborg    | graphite                                           |
| Kristineberg    | Västerbotten | chumbo, ouro, cobre, prata, zinco                  |
| Leveäniemi      | Norrbotten   | ferro                                              |
| Lovisa          | Örebro       | chumbo, prata, zinco                               |
| Malmberget      | Norrbotten   | ferro                                              |
| Maurliden       | Västerbotten | chumbo, ouro, cobre, prata, zinco                  |
| Maurliden Östra | Västerbotten | chumbo, ouro, cobre, prata, zinco                  |
| Mertainen       | Norrbotten   | ferro                                              |
| Renström        | Västerbotten | chumbo, ouro, cobre, prata, zinco                  |
| Svartliden      | Västerbotten | ouro, prata                                        |
| Zincogruvan     | Örebro       | chumbo, cobre, prata, zinco                        |
| Vram            | Escânia      | argila                                             |
| Lunnom          | Escânia      | argila                                             |